# هارگریو، نورث‌همپتون‌شر
هارگریو (به انگلیسی: Hargrave) یک روستا و محله مدنی در بریتانیا است که در East Northamptonshire واقع شده‌است. هارگریو ۲۴۱ نفر جمعیت دارد.